# Borowice (Mazovie)
Pour les articles homonymes, voir Borowice.
Borowice (prononciation : [bɔrɔˈvit͡sɛ]) est un village polonais de la gmina de Bodzanów dans le powiat de Płock de la voïvodie de Mazovie dans le centre-est de la Pologne.

## Histoire
De 1975 à 1998, le village appartenait administrativement à la voïvodie de Płock.